# 129325 Jedhancock
129325 Jedhancock este o planetă minoră (asteroid), cu un diametru de 7,99 km, din centura de asteroizi. A fost descoperită pe 5 octombrie 2005 la Catalina Station⁠(d) de Catalina Sky Survey. 
Obiectul prezintă o orbită caracterizată de o semiaxă mare de 3,0599230277254 UAi, o excentricitate de 0,2, o înclinație de 13,2 ° în raport cu ecliptica.